# Ха-Негев (бригада)
12-я бригада «Ха-Не́гев» (ивр. חטיבת הנגב‎) — израильская пехотная бригада резерва под Синаем. Формирование воевало в Арабо-израильской войне 1947—1949 гг.

## История
Бригада была основана в марте 1948 года с двумя батальонами, 2-м и 8-м. 7-й батальон был создан в апреле, 9-й был последний из 4. Исраэль Галили, начальник штаба Хаганы, и Игаль Алон, командир Пальмаха, выбрали Сарига командовать бригадой в декабре 1947 года, хотя жители Негева и Давида Бен-Гуриона назначили вместо него Шауля Авигура, без ведома Сарига. После того как Авигур объехал Негев, он сказал Бен-Гуриону, что не сможет командовать бригадой, сославшись на ухудшение здоровья, и похвалил Сарига. Командовал им Наум (Сергей) Сариг (именно поэтому его ещё называли бригадой Сергея) и состоял из четырёх батальонов Пальмах. Бригада Ха-Негев участвовала во многих операциях в пустыне Негев, включая операцию «Йоав» в конце войны. Сариг решил разделить Негев на два сектора, разделённых дорогой Беэр-Шева-Газа (позднее шоссе 25). Игаль Алон тогда назвал Хаима Бар-Лева командиром южного сектора—8-го батальона.